# Naftali Aronowitsch Frenkel

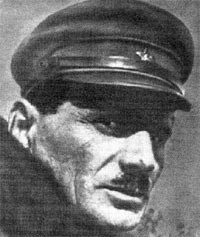
Naftali Frenkel in den 1930er Jahren

Naftali Aronowitsch Frenkel (russisch Нафталий Аронович Френкель; geb. 1883, Geburtsort ungeklärt; gest. 1960 in Moskau) war ein sowjetischer Funktionär. Er war in den 1920er Jahren einer der Hauptverantwortlichen für die Entwicklung des Sonderlagers Solowezki und verantwortlicher Organisator beim Bau des Weißmeer-Ostsee-Kanals.

## Leben
Frenkel war jüdischer Herkunft, sein Geburtsort ist unklar. Er wurde wegen „illegalen Grenzübertritts“ in die Sowjetunion entweder als Schmuggler oder als erfolgreicher Geschäftsmann im Jahr 1923 zu 10 Jahren Zwangsarbeit auf den Solowezki-Inseln verurteilt. Er traf 1924 oder 1925 ein und brachte es innerhalb kürzester Zeit zum Chef der Betriebs- und Handelsabteilung. In dieser Zeit erdachte er einen Plan zur „wirtschaftlicheren“ Ausbeutung der Häftlinge. Dazu kam die Idee, die Essensrationen an die Erfüllung der Arbeitsnormen beziehungsweise die Arbeitsleistung zu koppeln. Ob es jemals zu einem Gespräch zwischen Frenkel und Stalin kam, ist fraglich. Wahrscheinlicher ist, dass Frenkel mit den Oberen des staatlichen Geheimdienstes (GPU) zusammenkam, ihnen seine Pläne vorstellte und man ihm danach freie Hand ließ.

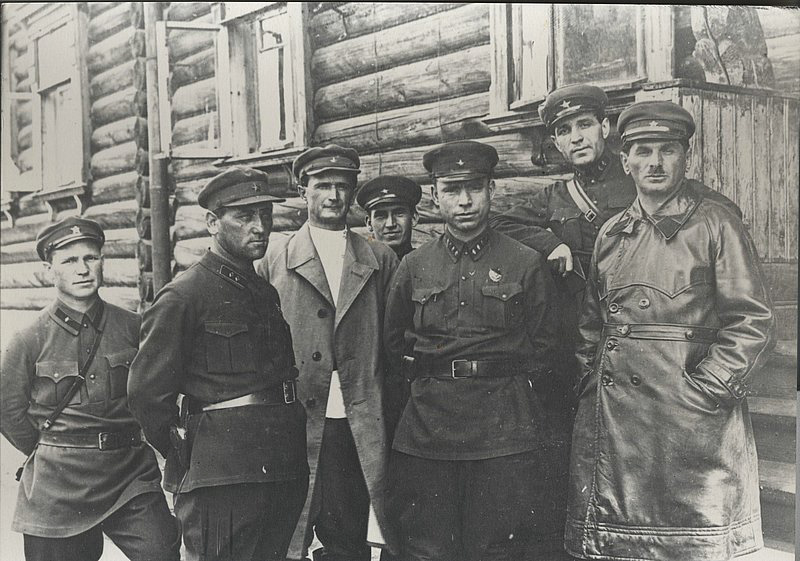
Frenkel (ganz rechts) beim Bau des Weißmeer-Ostsee-Kanals (1932)

Zwischen 1931 und 1933 hatte er die Aufsicht über den Bau des Weißmeer-Ostsee-Kanals und war Arbeitsaufseher im BelBaltLag – „für einen ehemaligen Gefangenen ein unerhörter Aufstieg“. Dort nahm seine Karriere einen weiteren Aufstieg. 
Beim Bau des Kanals starben mindestens 25.000 Männer. Die Arbeitssklaven bekamen etwa 1.300 Kilokalorien täglich an Nahrung.
Nach Fertigstellung des Kanals kam er zur Baikal-Amur-Magistrale, bis er später für die Leitung der Hauptverwaltung der Lager für den Bau von Eisenbahnstrecken (GULShDS) verantwortlich wurde.

## Ehrungen
- Held der sozialistischen Arbeit
- Leninorden, dreimal